# Заїздська сільська рада
Заї́здська сільська́ ра́да — адміністративно-територіальна одиниця та орган місцевого самоврядування у Прилуцькому районі Чернігівської області. Адміністративний центр — село Заїзд.

## Загальні відомості
Заїздська сільська рада утворена у 1920 році.
- Територія ради: 55,447 км²
- Населення ради: 1 311 особа (станом на 2001 рік)

## Населені пункти
Сільській раді були підпорядковані населені пункти:
- с. Заїзд
- с. Петрівське
- с. Тихе

## Склад ради
Рада складалася з 16 депутатів та голови.
- Голова ради: Свистун Ніна Іванівна
- Секретар ради: Тарасенко Лідія Вікторівна

### Керівний склад попередніх скликань
| Прізвище, ім'я, по батькові | Основні відомості                                                               | Дата обрання | Дата звільнення |
| --------------------------- | ------------------------------------------------------------------------------- | ------------ | --------------- |
| Свистун Ніна Іванівна       | Сільський голова, 1963 року народження, освіта середня спеціальна, позапартійна | 26.03.2006   | 31.10.2010      |
| Свистун Ніна Іванівна       | Сільський голова, 1963 року народження, освіта середня спеціальна, позапартійна | 31.10.2010   |                 |

Примітка: таблиця складена за даними сайту Верховної Ради України

### Депутати
За результатами місцевих виборів 2010 року депутатами ради стали:

#### За суб'єктами висування
| Суб'єкт висування            | Кількість обраних депутатів | %    |
| ---------------------------- | --------------------------- | ---- |
| Самовисування                | 15                          | 93,8 |
| Соціалістична партія України | 1                           | 6,3  |

#### За округами
| № округу                     | Прізвище, ім'я, по батькові        | Дата визнання обраним | Освіта  | Партійна приналежність                        | Відомості про обраного депутата                                              |
| ---------------------------- | ---------------------------------- | --------------------- | ------- | --------------------------------------------- | ---------------------------------------------------------------------------- |
| Соціалістична партія України |                                    |                       |         |                                               |                                                                              |
| 14                           | Крило Євдокія Йосипівна            | 01.11.2010            | середня | член Соціалістичної партії України            | пенсіонер                                                                    |
| Самовисування                |                                    |                       |         |                                               |                                                                              |
| 1                            | Кондрацька Валентина Анатоліївна   | 01.11.2010            | середня | позапартійна                                  | приватний підприємець                                                        |
| 2                            | Тарасенко Лідія Вікторівна         | 01.11.2010            | середня | позапартійна                                  | Заїздська сільська рада, секретар сільської ради та виконкому                |
| 3                            | Коваленко Леся Василівна           | 01.11.2010            | середня | позапартійна                                  | Заїздський будинок культури, художній керівник                               |
| 4                            | Остромогильська Наталія Вікторівна | 01.11.2010            | середня | позапартійна                                  | філіал бібліотеки с. Заїзд, завідувачка                                      |
| 5                            | Шевченко Сергій Миколайович        | 09.01.2011            | середня | позапартійний                                 | приватний підприємець                                                        |
| 6                            | Пятигорець Катерина Василівна      | 01.11.2010            | середня | позапартійна                                  | Заїздський будинок культури, директор                                        |
| 7                            | Манько Віктор Олексійович          | 01.11.2010            | середня | позапартійний                                 | територіальний центр по наданню соціальних послуг, робітник з обслуговування |
| 8                            | Каленіченко Ніна Віталіївна        | 01.11.2010            | середня | позапартійна                                  | стаціонарне відділення територіального центру, молодша медсестра             |
| 9                            | Бабіч Геннадій Миколайович         | 01.11.2010            | середня | член Всеукраїнського об'єднання «Батьківщина» | Заїздська загальноосвітня школа, вчитель                                     |
| 10                           | Білокур Тетяна Олексіївна          | 01.11.2010            | середня | позапартійна                                  | Заїздський фельдшерсько-акушерський пункт, завідувачка                       |
| 11                           | Духно Світлана Борисівна           | 01.11.2010            | середня | позапартійна                                  | Заїздський фельдшерсько-акушерський пункт, акушер                            |
| 12                           | Умін Василь Миколайович            | 01.11.2010            | середня | позапартійний                                 | приватний підприємець                                                        |
| 13                           | Шевченко Віктор Григорович         | 01.11.2010            | середня | позапартійний                                 | пенсіонер                                                                    |
| 15                           | Долгополова Лариса Михайлівна      | 01.11.2010            | середня | член Політичної партії «Наша Україна»         | Заїздське відділення зв'язку, листоноша                                      |
| 16                           | Мірошник Тетяна Миколаївна         | 01.11.2010            | середня | позапартійна                                  | тимчасово не працює                                                          |